# 皮翼龍屬
皮翼龍（學名：Dermodactylus）意為「有皮的手指」，是翼龍目翼手龍亞目的一屬，化石發現於美國懷俄明州的莫里遜組，年代為侏羅紀晚期（啟莫里階到提通階）。

## 歷史與分類
皮翼龍的正模標本（編號YPM 2000）是一個右手的第四掌骨，只有末端部分，是由塞繆爾·溫德爾·威利斯頓（Samuel Wendell Williston）發現於懷俄明州科莫崖。皮翼龍是北美洲第一個發現、命名的翼龍類。奧塞內爾·查利斯·馬什（Othniel Charles Marsh）最初將牠們歸類於翼手龍屬的一個種（P. montanus），後來將牠們建立為獨立的屬；種名在拉丁文意為「來自山脈的」。馬什曾將一些手部骨頭、牙齒、脊椎、肩胛骨、鳥喙骨歸類於皮翼龍，但這些化石過大，與皮翼龍的原始化石不符合。
皮翼龍屬於翼手龍亞目，但由於只有一塊手部骨頭，詳細的分類關係仍不確定。在2003年，肯尼思·卡彭特（Kenneth Carpenter）根據該骨頭的形狀，認為皮翼龍不屬於鳥掌翼龍科；鳥掌翼龍科通常具有頭冠、大型牙齒、短尾巴。由於化石稀少，皮翼龍目前是個疑名。在大衛·安文（David M. Unwin）的近期翼龍類研究中，並沒有提到皮翼龍。

## 古生物學
馬什認為皮翼龍的翼展為1.5到1.8公尺，但這是包含其他的化石在內。彼得·沃爾赫費爾（Peter Wellnhofer）根據唯一的化石，估計皮翼龍的翼展為1公尺。John Foster估計皮翼龍的體重為3.3公斤。皮翼龍可能是種小型的肉食性飛行動物。

## 外部連結
- Dermodactylus at The Pterosaur Database.